# Acueductos en el Harz

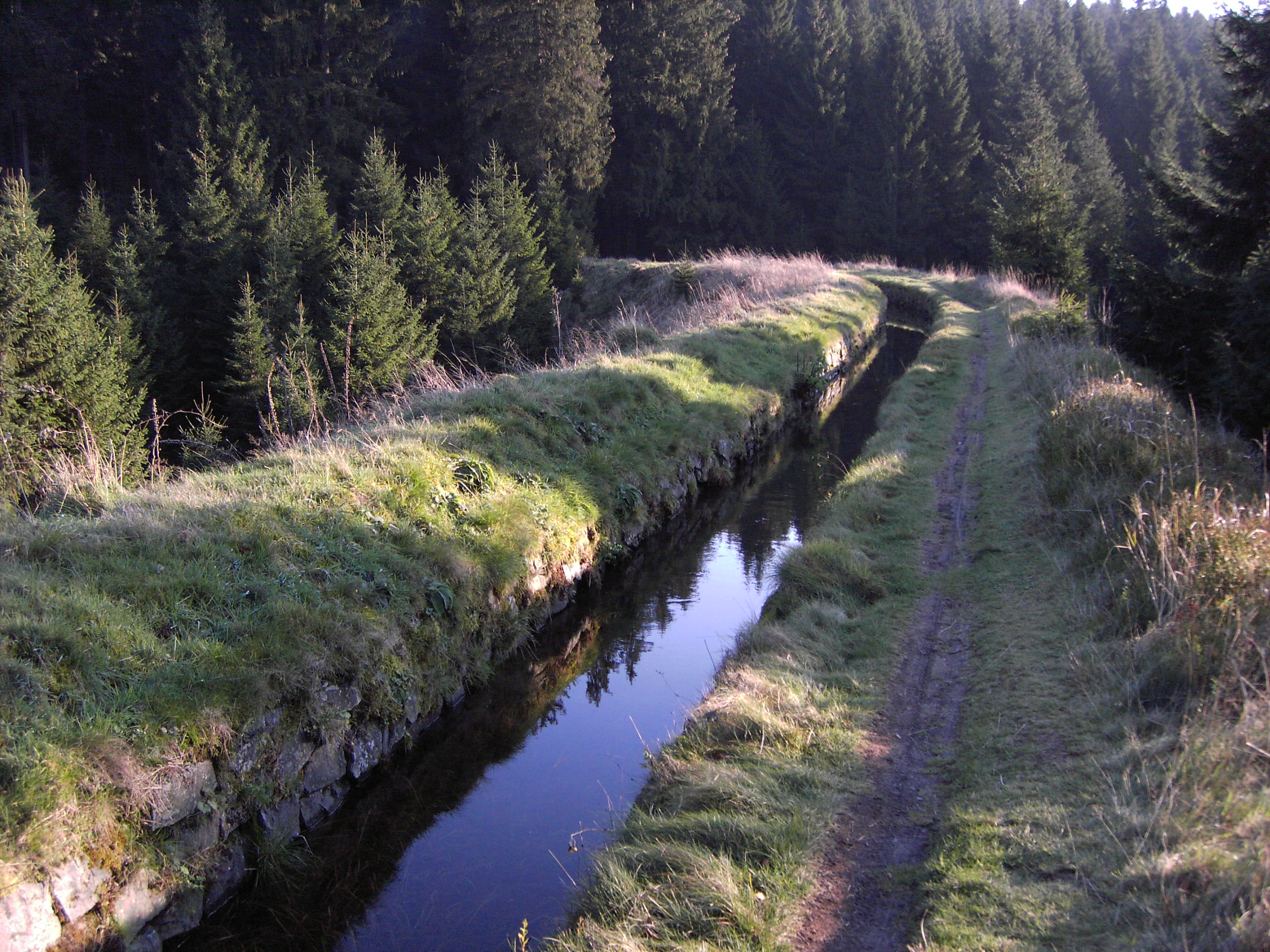
Acequía en Hut

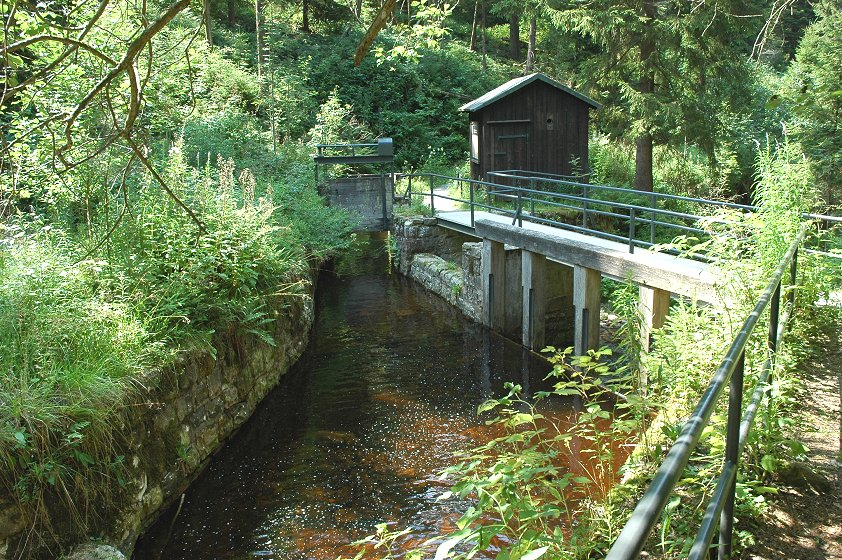
Compuertas en el Dammgraben a su entrada en el "Große Oker"

Las zanjas en el Alto Harz (en alemán Oberharzer), son acequias, acueductos o canales de riego a cielo abierto que se crearon desde el siglo XVI hasta el XIX, para abastecer de agua a las minas de plata. Son Patrimonio de la Humanidad. 

## Tipo de construcción

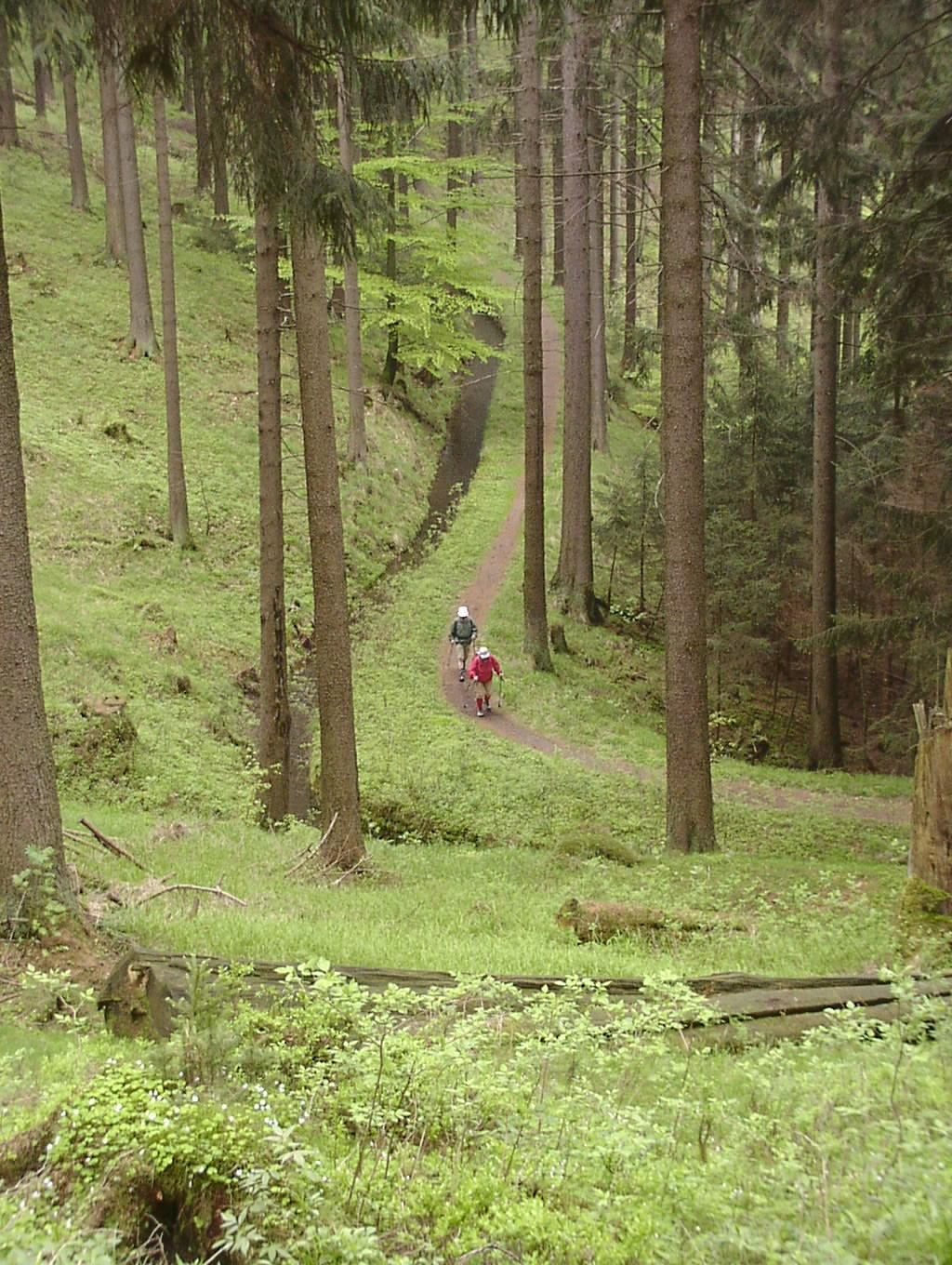
Caminantes en la zanja Morgenbrodstaler en Dammhaus

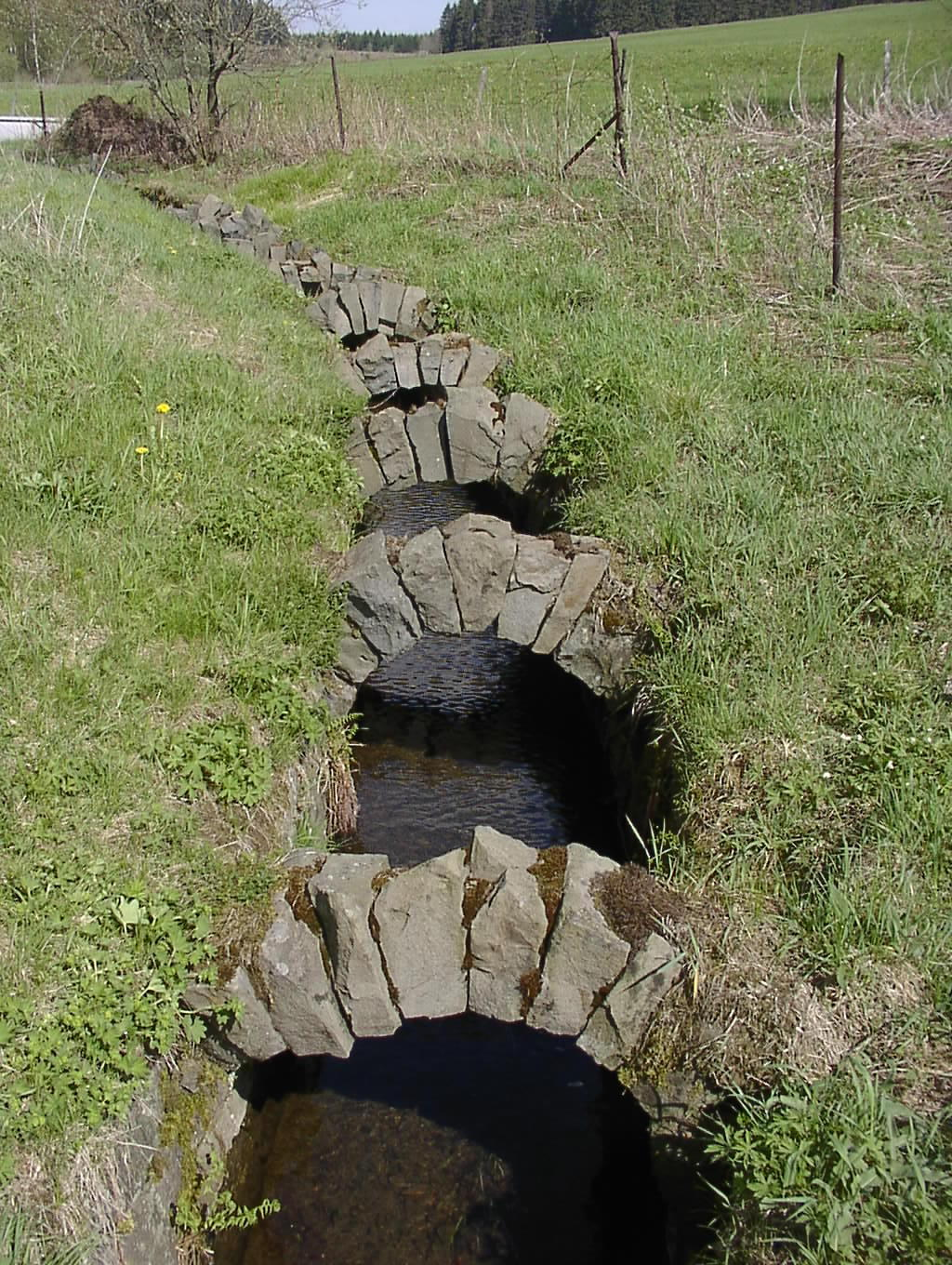
Zanja Zellerfelder con arcos abovedados.

Las acequias se componen de los taludes laterales, el lecho y las banquetas, estas últimas realizadas con piedra seca para evitar la erosión y que servían como "caminito" para su control y hoy día, en muchos casos, como sendero para caminantes. La pendiente, generalmente, es del 1 al 2 ‰ (es decir, de 1 a 2 milímetros por metro), aprovechando la propia pendiente del terreno y circunvalando su contorno.
Como protección contra las filtraciones, las paredes laterales y el lecho de las zanjas, están sellados con césped o arcilla. Donde la zanja cruza arroyos, hay vertederos, por los que se puede regular el flujo de agua en la acequia. Cuando los niveles de agua son altos, hay que abrir los vertederos, es decir, las tablas que controlan el flujo deben quitarse o subirse. 
El caudal de la mayoría de las acequias es de 100 a 200 litros por segundo. Pero en la zanja de Rehberger es de hasta 600 l/s y en la de  Dammgraben hasta 1000 l/s.

## Mantenimiento
Las zanjas deben controlarse  periódicamente. Estos trabajos de mantenimiento, originalmente lo realizaban mineros minusválidos que no podían ya trabajar en las minas. El mantenimiento incluye la limpieza de las zanjas de hojas, ramas y trozos de maderas, la realización de reparaciones menores, así como la eliminación de los sedimentos.